# Club Cisne Balonmano
El Club Cisne Balonmano de Pontevedra es una asociación deportiva fundada en 1964 en la ciudad gallega de Pontevedra, en España. En la actualidad juega en la División de Honor Plata.

## Organigrama deportivo

### Jugadores
| N.º | Nombre           | Edad | Posición          | Altura (m) |
| --- | ---------------- | ---- | ----------------- | ---------- |
| 16  | Abián Rodríguez  | 19   | Portero           | 1.84       |
| 92  | Roney Franzini   | 31   | Portero           | 1.92       |
| 23  | André de Moura   | 20   | Central           | 1.83       |
| 44  | Gualther Furtado | 28   | Central           | 1.85       |
| 5   | Xoan Fernández   | 18   | Central           | 1.84       |
| 25  | Carlos Ocaña     | 19   | Lateral izquierdo | 1.88       |
| 28  | Daniel Serrano   | 21   | Lateral izquierdo | 1.92       |
| 3   | Bruno Vázquez    | 23   | Lateral derecho   | 1.83       |
| 17  | Carlos Pombo     | 28   | Lateral derecho   | 1.95       |
| 13  | Javier Vázquez   | 29   | Extremo izquierdo | 1.77       |
| 32  | Mateo Arias      | 21   | Extremo izquierdo | 1.78       |
| 18  | Diego López      | 20   | Extremo derecho   | 1.78       |
| 89  | Alberto Delgado  | 18   | Extremo derecho   |            |
| 21  | Martín Santos    | 18   | Extremo derecho   |            |
| 14  | Román Arboleya   | 20   | Pivote            | 1.91       |
| 15  | Iván Calvo       | 25   | Pivote            | 1.87       |
| 7   | Manuel Lorenzo   | 17   | Pivote            | 1.90       |
| 77  | Alejandro Conde  | 27   | Pivote            | 1.96       |
| 29  | Román Latas      | 26   | Pivote            | 1.84       |

### Traspasos
Traspasos para la temporada 2023–24
Altas
- Alberto Delgado (ED) desde ( BM Gáldar)
- Rubén Etayo (PI) desde ( BM Zamora)
- Martín Santos (ED) (Sube del filial)

Bajas
- Gabriel Cavalcanti (LI) al ( SL Benfica) (Fin de cesión)
- Dedu Calin (PI) al ( CS Dinamo Bucarest) (Fin de cesión)
- Carlos Álvarez (ED) al ( Ademar de León)
- Kilian Ramírez (PO) al ( Ademar de León)
- Alexandre Chan (CE) al ( BM Burgos)
- Daniel López Mora (ED) al ( CDC Ribeiro)
- Emiliano Franceschetti (PI) al ( Balonmano Base Oviedo)

### Cuerpo Técnico
- Entrenador: Javier Fernández
- Ayte Entrenador: Marcos Otero
- Delegado: Juan Cuenca
- Delegado de campo: Juan Carlos Muñoz
- Oficial: César Gómez
- Fisioterapeuta: José Antonio Lorenzo

## Historia
El Club Cisne Balonmano de Pontevedra se fundó en 1964 e inicialmente aglutinaba a su alrededor todo tipo de actividad deportiva con la juventud de la ciudad, destacando en deportes tan diferentes como el atletismo, baloncesto, voleibol, piragüismo y balonmano.
Con el paso del tiempo, cuando el deporte pasó a ser una actividad habitual en Pontevedra, y la aparición de clubes en las distintas disciplinas se hizo patente, el club fue asentándose en uno de los deportes que más arraigo tienen en Pontevedra, como es el balonmano.
Así, a partir del año 1970, el Club Balonmano Cisne comienza a destacar en los diversos campeonatos de este deporte, con una prioridad en todas sus acciones, el trabajo con el deporte base, alcanzando una enorme reputación en el balonmano nacional como cuna de una de las más brillantes canteras de jugadores de balonmano de Galicia.
Como logros más importantes alcanzados por el club se deben destacar los 6 campeonatos gallegos de categoría Juvenil, los 3 campeonatos gallegos Juniors, los 4 campeonatos gallegos de categoría Cadete. Así mismo y como mayor logro a nivel nacional, el 4º puesto alcanzado en el campeonato de España de categoría Juvenil, en Granollers (Barcelona), en el año 1978.
Asimismo, y como resultado de todo este trabajo con las categorías de edad, el equipo senior del Club fue incrementando su categoría y calidad, hasta alcanzar en el año 1981 el ascenso a la categoría de Plata del balonmano español, manteniendo enormes duelos de rivalidad, con el propio Teucro pontevedrés, o el Academia Octavio, y siempre con jugadores totalmente “amateurs”, todos ellos de la ciudad y formados en las categorías base del Club. 
Durante varias temporadas, se mantuvo en esta División de Honor “B”, para luego y tras comenzar la profesionalización de la disciplina, bajar hasta la Segunda División nacional de Balonmano, donde estuvo durante 8 temporadas, hasta que en el año 2000, y tras vencer en la Fase de Ascenso celebrada en Alcalá de Henares (Madrid), se alcanza de nuevo el ascenso a la Primera Nacional, donde militará hasta la temporada 2014-2015, en la que consigue el ascenso y el retorno a la División de Honor Plata casi 30 años después.
En la temporada 2019/2020 el club se proclama campeón de la División de Honor Plata, logrando así su primer ascenso a la Liga Asobal.